# Rudolph Karstadt

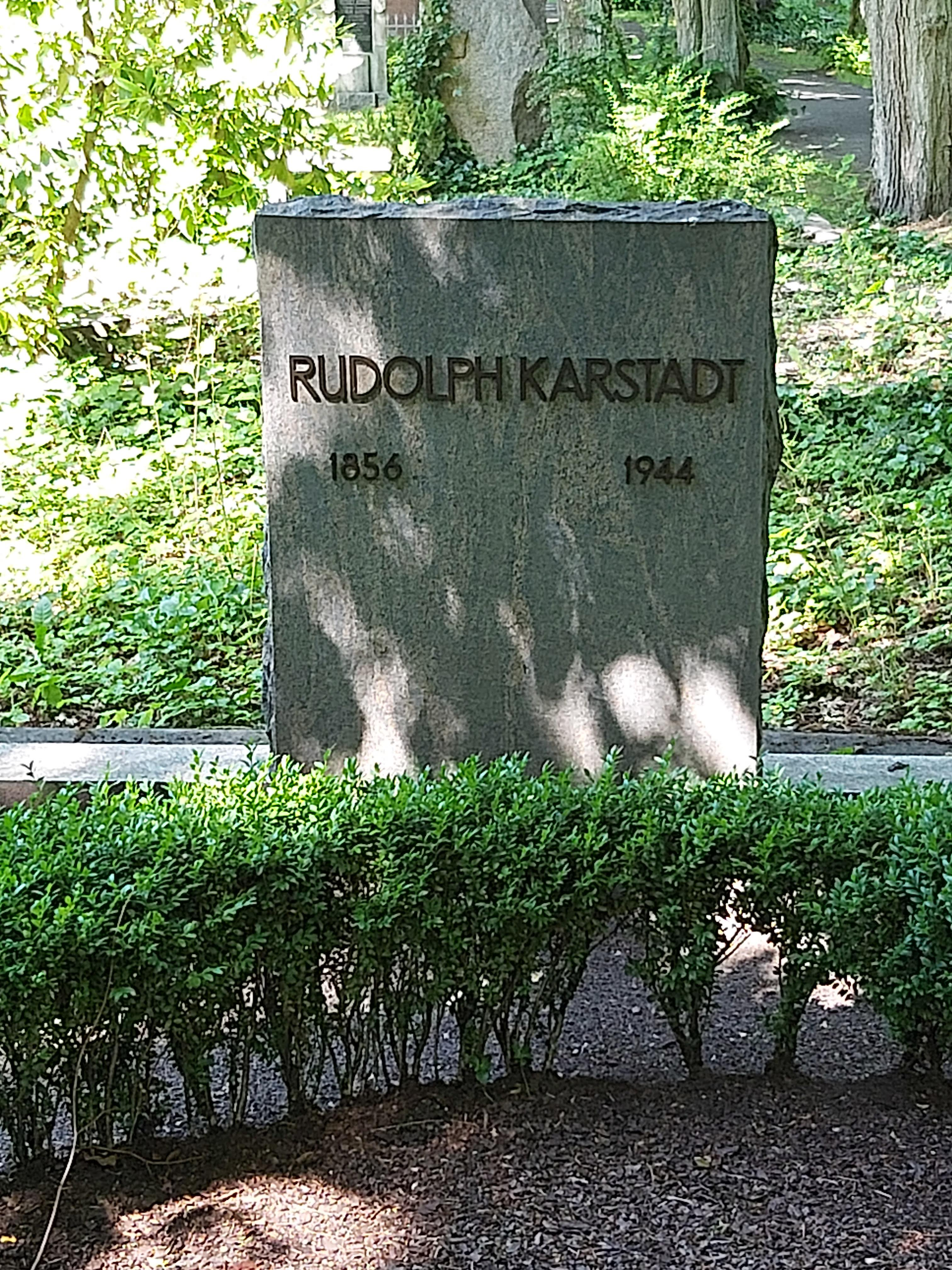
Grab – Alter Friedhof in Schwerin

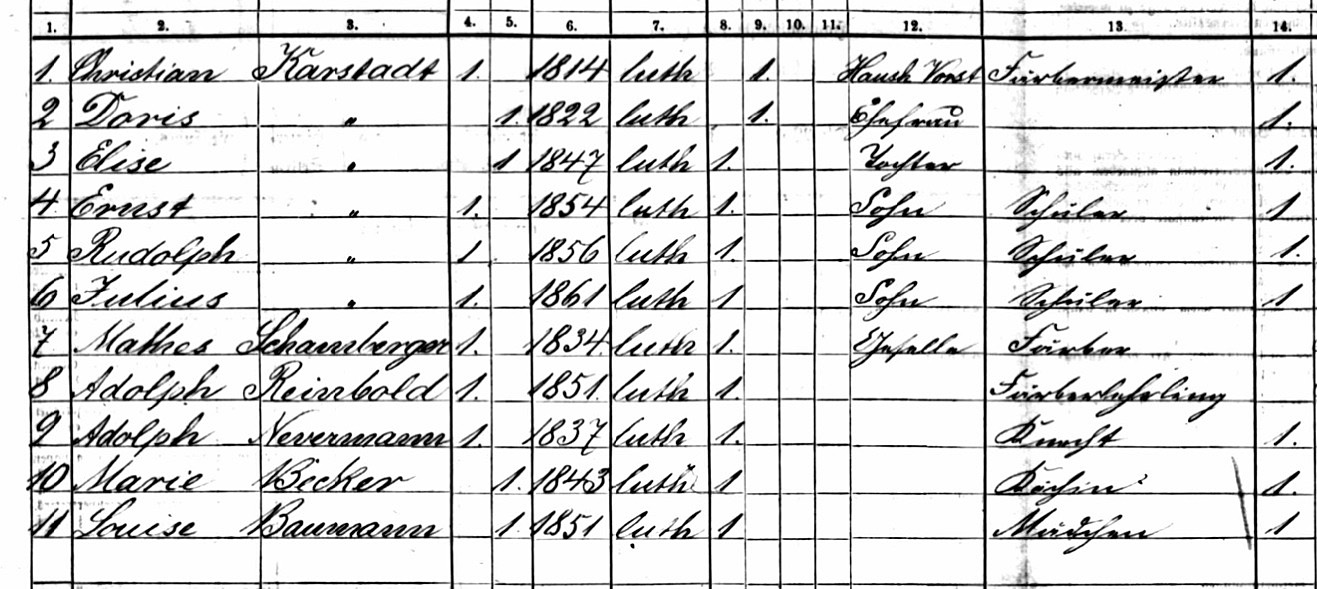
Ausschnitt aus der Zählkarte der Volkszählung im Großherzogtum Mecklenburg-Schwerin vom 3. Dezember 1867. Rudolph Karstadt lebte hier als elfjähriger Schüler in seinem Grevesmühlener Elternhaus in der Wismarschen Straße Nr. 278.

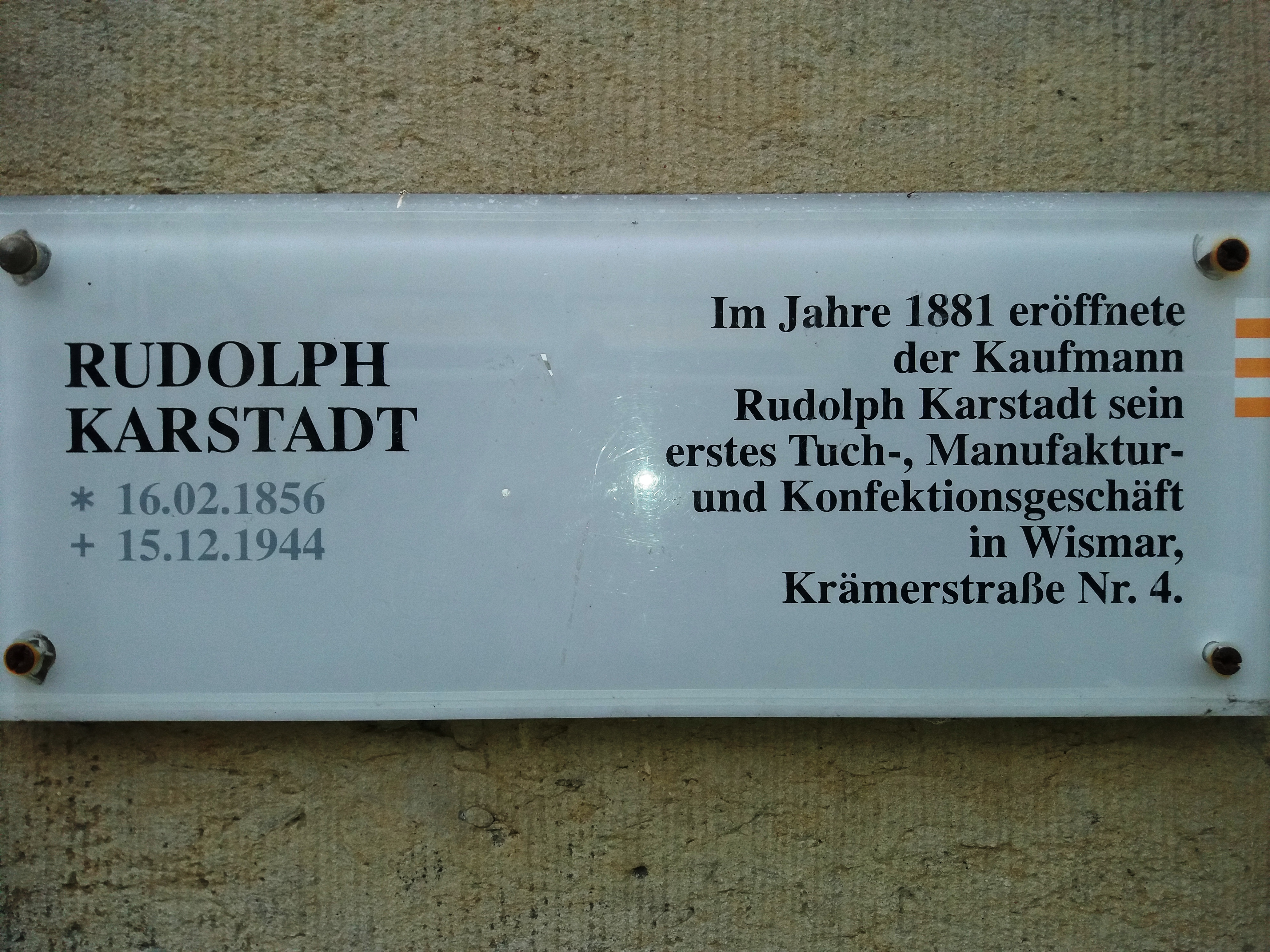
Tafel an der Karstadt-Filiale in Wismar

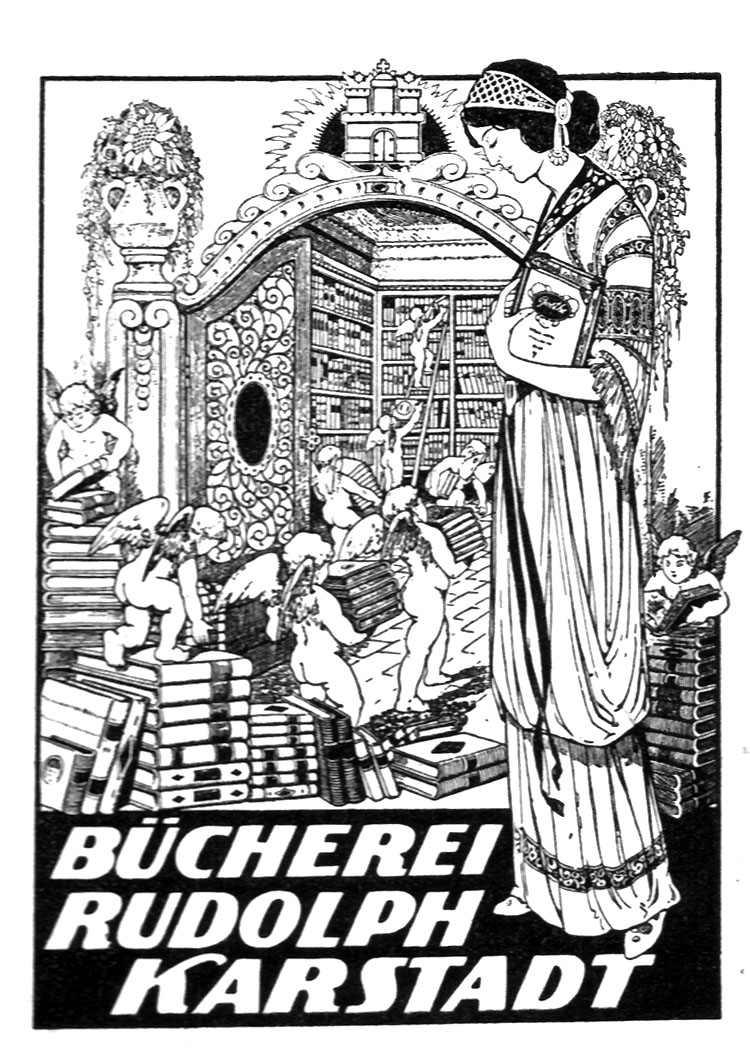
Karstadts Bucheignerzeichen spiegelt seine Tätigkeit als Kaufhausdirektor wider: Kleine Helfer füllen die Regale.

Rudolph Karstadt (* 16. Februar 1856 in Grevesmühlen; † 15. Dezember 1944 in Schwerin) war ein deutscher Kaufhausunternehmer.

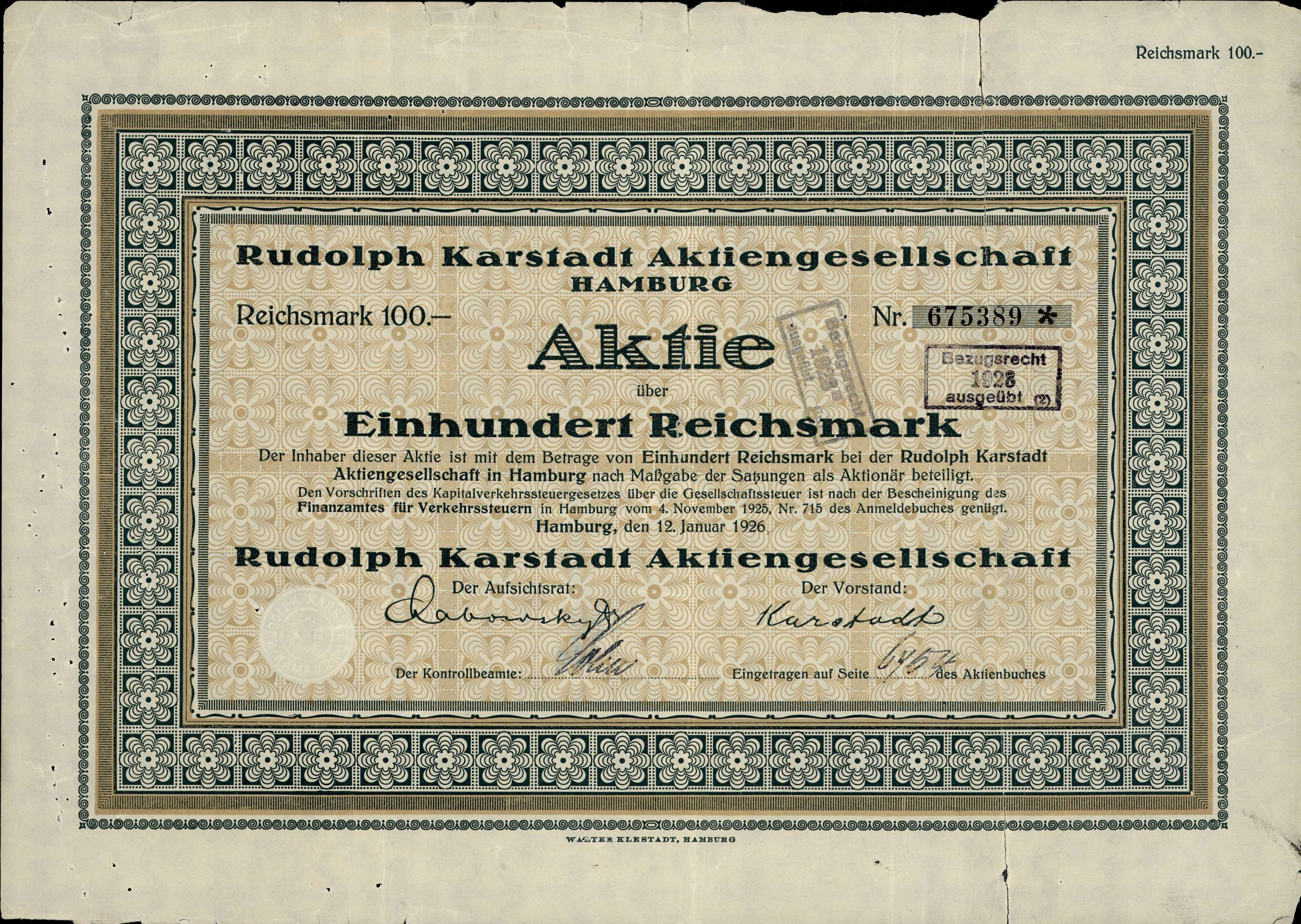
Aktie über 100 RM der Rudolf Karstadt AG vom 12. Januar 1926 mit Unterschrift vom Vorstand Rudolph Karstadt

## Leben
Rudolph Karstadt war Sohn des Färbermeisters Christian Karstadt und dessen Frau Dorothea. Er hatte drei Schwestern und fünf Brüder.
Der gelernte Einzelhandelskaufmann Rudolph Karstadt eröffnete am 14. Mai 1881 sein erstes „Manufactur-, Confections- und Tuchgeschäft“ in der Krämerstraße 4 in Wismar, aus dem die spätere Karstadt AG hervorging. Sein zwei Jahre älterer Bruder Ernst betrieb ebenfalls kleine Warenhäuser (zum Beispiel im Dömitz und Wandsbek), die Rudolph im Jahre 1900 seinem verschuldeten Bruder abkaufte. Bereits 1920 besaß er über 30 Geschäfte in ganz Deutschland. Karstadt maximierte seine Gewinne, indem er den Wareneinkauf zentral abwickelte und Ware auch direkt, ohne Zwischenhandel, von den Herstellern bezog. Bis dato waren Preisverhandlungen üblich gewesen, Karstadt führte in seinen Geschäften stattdessen Festpreise ein.
Karstadt kaufte 1929 das Grundstück Inselstraße 38/40/42 auf Schwanenwerder in Berlin des verstorbenen jüdischen Fabrikanten Heinrich Brückmann und den „Amselhof“ mit Wirtschaftsgebäuden, Gewächshaus und Bootshaus. Das Grundstück wurde 1937 geteilt und Wilhelm Höffner erwarb das Objekt in der Inselstr. 40.
Nachdem Rudolph Karstadt während der Weltwirtschaftskrise 1931/1932 sein gesamtes Vermögen verloren hatte, schied er aus dem Unternehmen aus und zog sich nach Schwerin zurück.